# Vene hepatice
Venele hepatice sunt venele care drenează sângele neoxigenat din ficat către vena cava inferioară . De obicei, există trei vene hepatice superioare care se varsă din partea stângă, mijlocie și dreaptă a ficatului. Acestea sunt mai mari decât grupul venelor hepatice inferioare, care pot număra între șase și douăzeci. Toate venele hepatice se varsă în vena cava inferioară . 
Sunt unul dintre grupurile venoase ce leagă ficatul, celelalt sunt grupul venos portal . 
Venele hepatice mari apar din vene mai mici care se găsesc în ficat și, în cele din urmă, din numeroase vene centrale ale lobulilor hepatici . Niciuna dintre venele hepatice nu are valve. 

## Anatomie
Venele hepatice sunt împărțite într-un grup superior și unul inferior. Cele trei vene hepatice superioare drenează venele centrale din regiunile dreaptă, mijlocie și stângă ale ficatului și sunt mai mari decât grupul inferior de vene hepatice. 
Grupul inferior vene hepatice (numărând între șase până la douăzeci vene mici) provin din lobul drept și lobul caudat, sunt în contact cu țesutul hepatic și sunt lipsite de valve. Toate venele se varsă în vena cavă inferioară, în spatele ficatului. 

## Semnificație clinică
Sindromul Budd-Chiari este o afecțiune cauzată de blocarea venelor hepatice, datorită unui cheag de sânge . Se prezintă ca o „triadă clasică” de dureri abdominale, ascită și mărirea ficatului. Apare la 1 din un milion de indivizi. Sindromul poate fi fulminant, acut, cronic sau asimptomatic. 
Venele hepatice pot fi conectate cu venele portale într-o procedură TIPS . 

## Imagini suplimentare

Volumul animat a făcut scanarea CT a vaselor de sânge abdominale și pelvine.
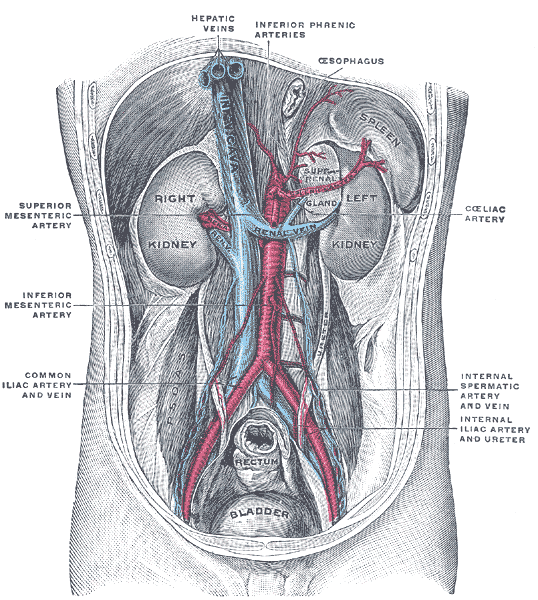
Peretele abdominal posterior, după îndepărtarea peritoneului, care prezintă rinichi, capsule suprarenale și vase grozave. (Vene hepatice etichetate în partea superioară centrală.)
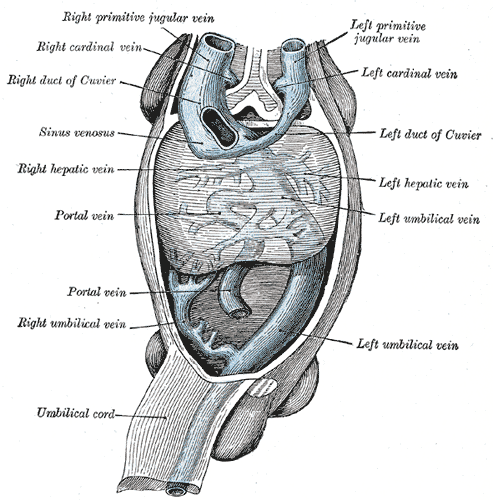
Embrionul uman cu inima și peretele corpului anterior îndepărtat pentru a arăta venosul sinusal și afluenții săi.
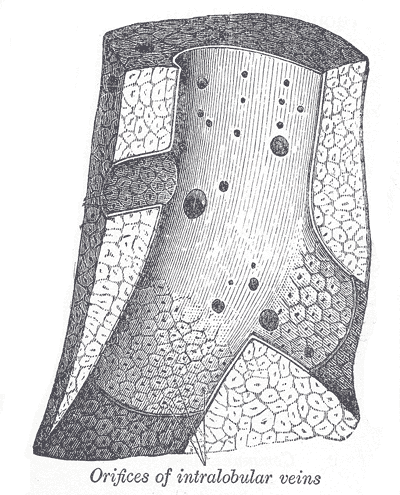
Secțiunea longitudinală a unei vene hepatice.
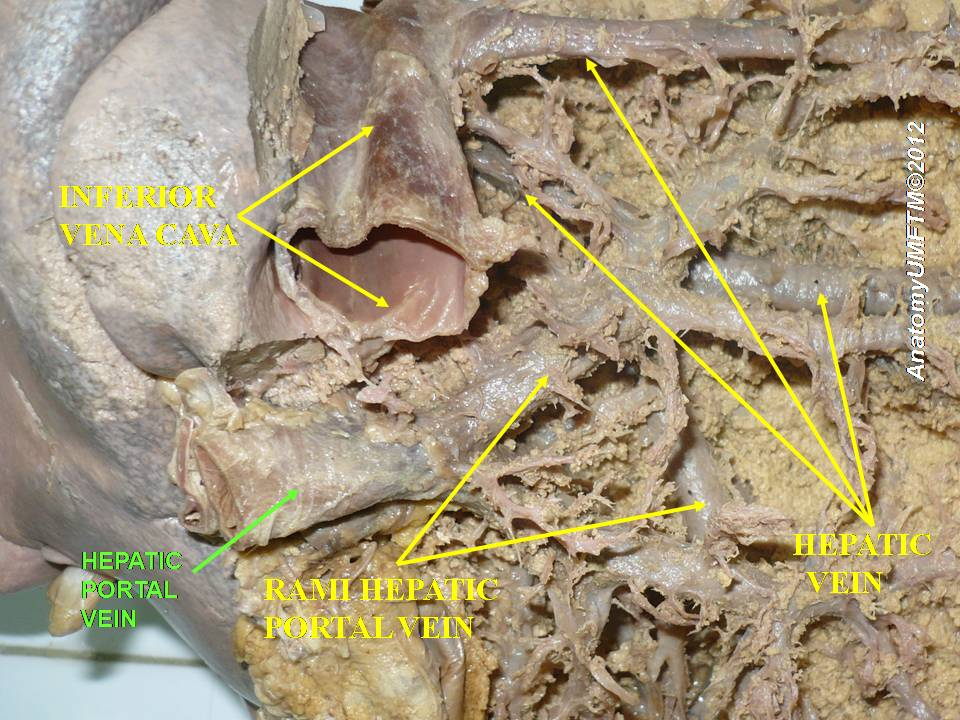
Venă hepatică
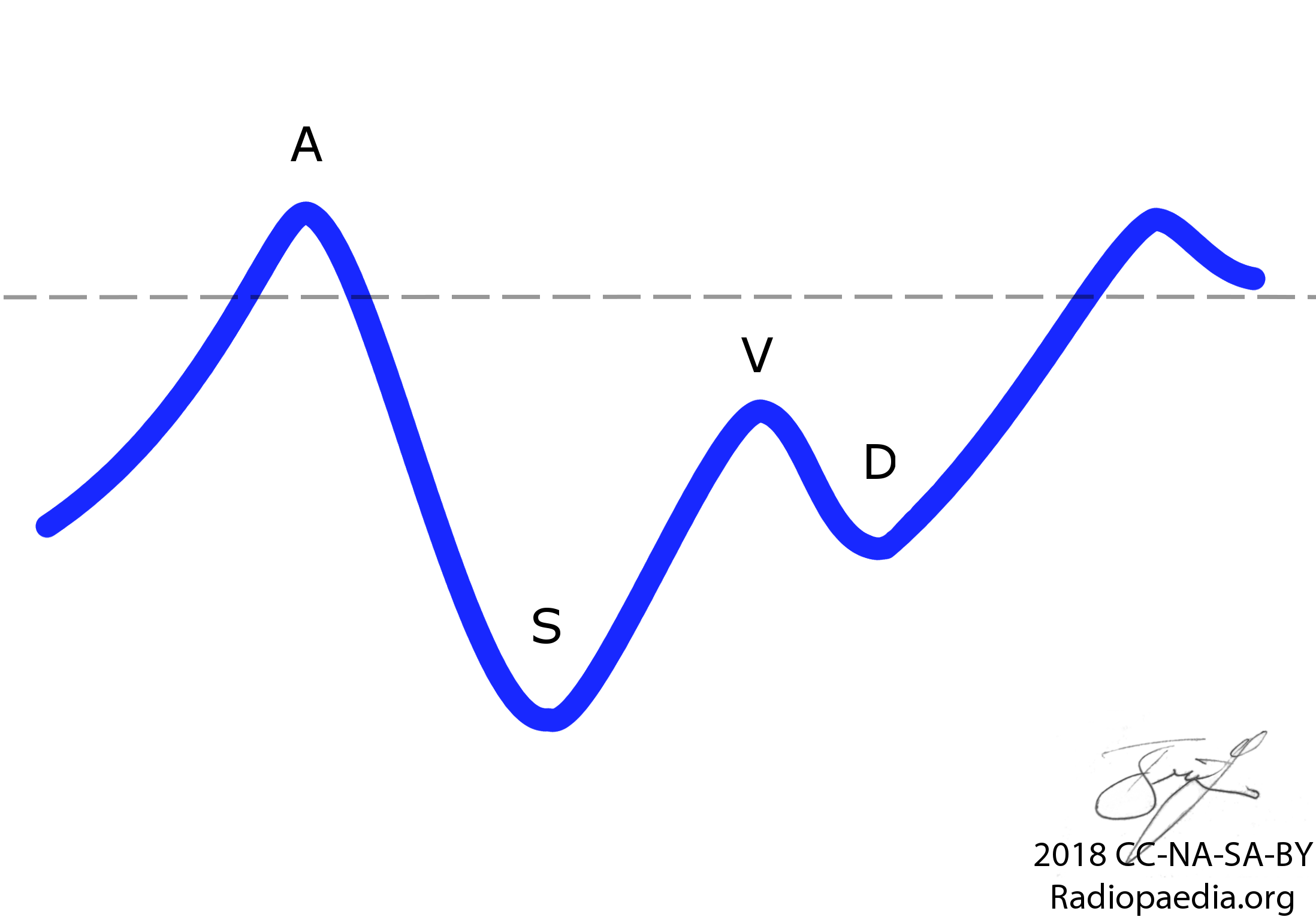
Forma de undă spectrală Doppler normală a fluxului venos hepatic